# Saurenhaus (Varresbeck)
Die Ortslage Saurenhaus im Wohnquartier Varresbeck im Wuppertaler Stadtbezirk Elberfeld-West geht auf das ehemalige Gut Saurenhaus zurück.

## Lage
Der Ort befindet sich nördlich der Düsseldorfer Straße, die als Bundesstraße 7 klassifiziert ist, und westlich der Palkestraße. Die Bundesautobahn 535 durchquert seit Mitte der 1980er Jahre die Ortslage, deren Autobahntunnel Großer Busch teils auch als Tunnel Saurenhaus bezeichnet wird.
Westlich benachbart lag die Hofschaft Schickenberg, die durch die Kalksteingrube Schickenberg verloren gegangen ist. Weitere Ortslagen sind: Düsselerhöhe, An der Piep, Bück, Steinberg, Frankholzhäuschen, Am Hagen, Scheidt, Bergerheide, Schliepershäuschen, Am Oberst, Lüntenbeck, Sandfeld und Wieden.

## Etymologie
Über die Herkunft des Namens ‚Saurenhaus‘ ist nichts bekannt.

## Geschichte
Saurenhaus gehörte zu dem Höfeverband Lüntenbeck und wurde 1677 als drei einzelnen Güter, zusammen 34 Hektar, erwähnt. Im 17. Jahrhundert taucht Saurenhaus bei Erwähnung in Urkunden als Familiennamen auf.
Um 1830 werden vier Güter verzeichnet. Das Gut Schliepershäuschen ist vor 1677 als ein Spliss von Saurenhaus entstanden. Saurenhaus lag in der 1867 von der Bürgermeisterei Haan abgespalteten Gemeinde Sonnborn, die 1888 unter Gebietsabtretungen an die Stadt Elberfeld in Gemeinde Vohwinkel umbenannt wurde. Mit der Gründung Wuppertals 1929 fand Saurenhaus als Teil von Vohwinkel Aufnahme in das Stadtgebiet.
Bei dem Bau der Bundesstraße 224 in der Mitte der 1980er, die später zur Bundesautobahn 535 herauf gestuft worden ist, ist der größte Teil der historischen Bausubstanz verloren gegangen. Lediglich das Fachwerkhaus Claudiusweg 26 ist vom größeren Alter.